# Asteroid de tip E

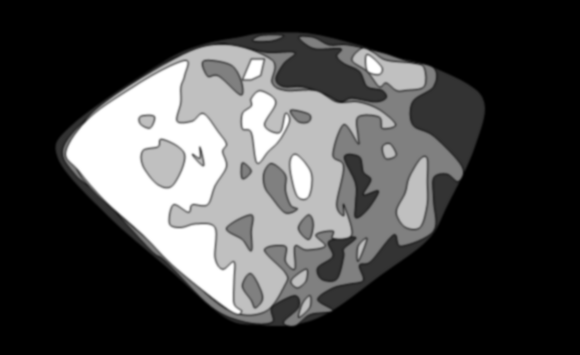
2867 Šteins - un exemplu de asteroid de tip E

Asteroizii de tip E sunt o clasă de asteroizi, din care fac parte obiecte în suprafața cărora este prezent un mineral ca Enstatit și care pot fi asemănători cu Acondriții.
Conform unor date din niște cercetări recente, asteroizii de tip E au fost împărțiți în 3 subclase:
- subclasa E (I) — Grupul Hungaria, denumit așa în cinstea celui mai mare membru din el - 434 Hungaria
- subclasa E (II) — asteroizii care au linii spectrale puternice de absorbire la distanța undei de 0,5 um și 0,92 um, de exemplu 64 Angelina
- subclasa E (III) — asteroizii cu o linie de absorbție slabă, la o lungime de undă de 0,9 um, de exemplu 44 Nysa